# Ateuchus contractum
Ateuchus contractum là một loài bọ cánh cứng trong họ Bọ hung (Scarabaeidae).